# Staro Selo (Jagodina)
Pour les articles homonymes, voir Staro Selo.
Staro Selo (en serbe cyrillique : Старо Село) est un village de Serbie situé sur le territoire de la ville de Jagodina, district de Pomoravlje. Au recensement de 2011, il comptait 52 habitants.

## Démographie
| 1948 | 1953 | 1961 | 1971 | 1981 | 1991 | 2002 | 2011 |
| ---- | ---- | ---- | ---- | ---- | ---- | ---- | ---- |
| 253  | 260  | 232  | 192  | 154  | 123  | 76   | 52   |

|  |